# ماريانو أرانا
ماريانو أرانا (بالإسبانية: Mariano Arana) هو مهندس معماري وكاتب وبروفيسور وسياسي أوروغواني، ولد في 6 مارس 1933 في مونتفيدو في الأوروغواي. حزبياً، نشط في الجبهة العريضة ‏.